# GM HFV6
Con la sigla GM HFV6 (per esteso General Motors High Feature V6) si intende una famiglia di motori a scoppio a benzina prodotti a partire dal 2004 dal gruppo automobilistico statunitense General Motors.

## Storia, caratteristiche e versioni

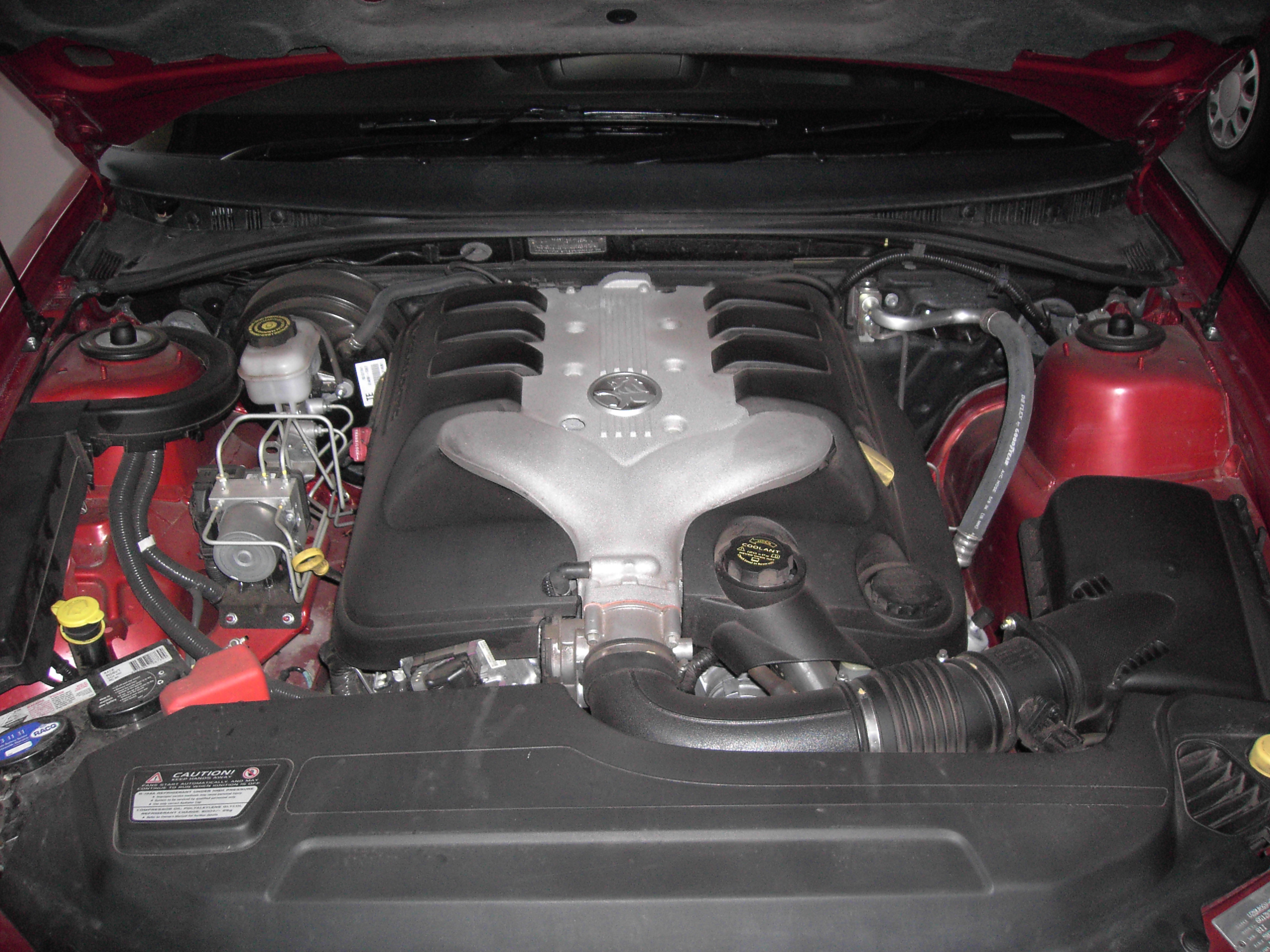
Un motore V6 da 3.6 litri appartenente alla famiglia HFV6

I motori HFV6 hanno il compito di sostituire la precedente famiglia di motori V6 a 54° gradi, sempre realizzati dalla General Motors. In particolare, la nuova famiglia di motori ha debuttato con il motore siglato LY7, un 3.6 progettato e realizzato da una collaborazione tra la Cadillac e la Holden. In ogni caso, la progettazione e la realizzazione dei primi motori HFV6 ha chiamato in causa anche altre Case incluse nel Gruppo GM, compresi molti dei tecnici Opel che a suo tempo collaborarono alla realizzazione dei V6 a 54°. 

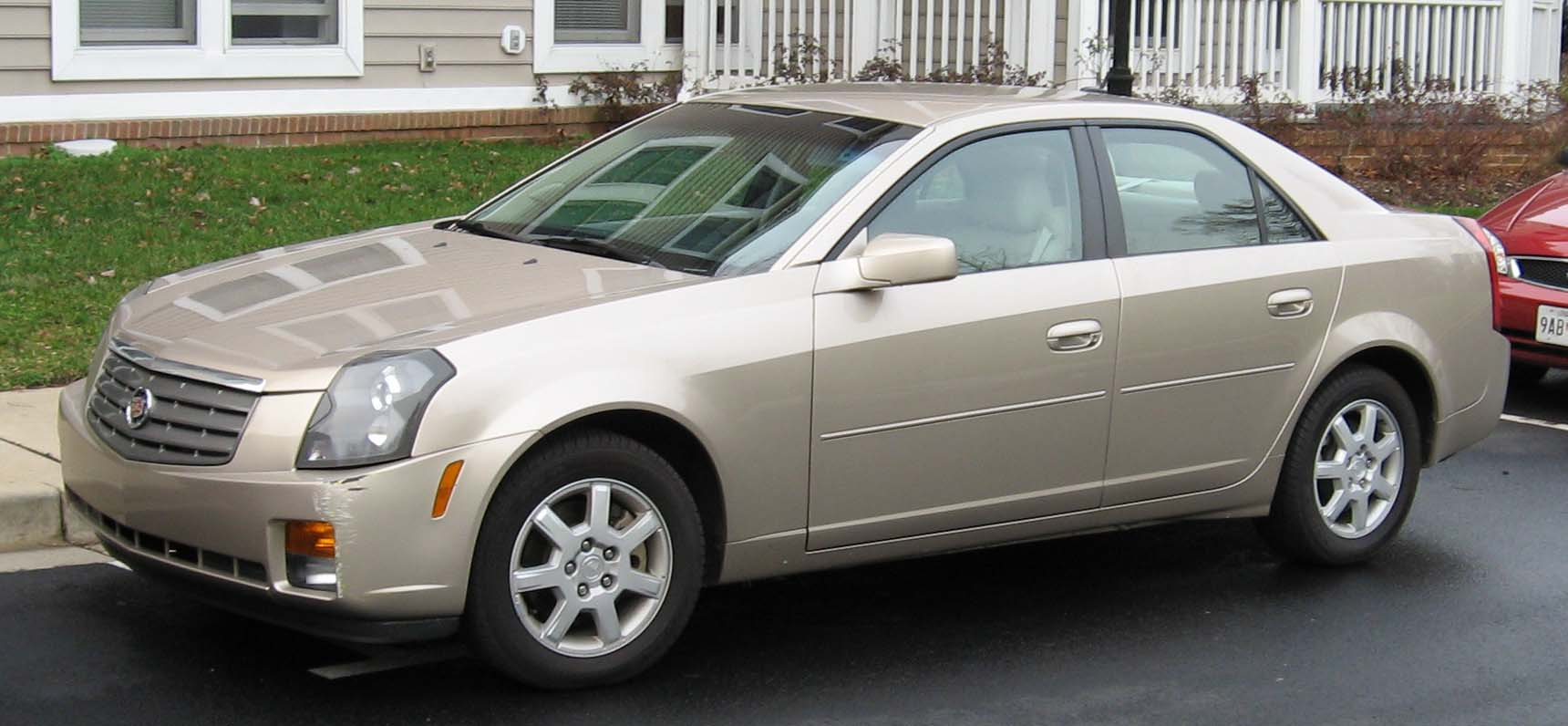
I motori HFV6 hanno debuttato nella Cadillac CTS

A partire dall'unità motrice capostipite della nuova famiglia, i motori HFV6 si sono evoluti in tre livelli di cilindrata, ognuno a sua volta suddiviso in più varianti.
Le caratteristiche comuni a tutti i motori HFV6 sono:
- architettura di tipo V6 superquadro;
- angolo di 60° tra le bancate;
- basamento e testate in lega leggera;
- distribuzione a doppio albero a camme in testa per bancata;
- testate a 4 valvole per cilindro;
- alimentazione a iniezione elettronica sequenziale;
- albero a gomiti e bielle in acciaio forgiato.

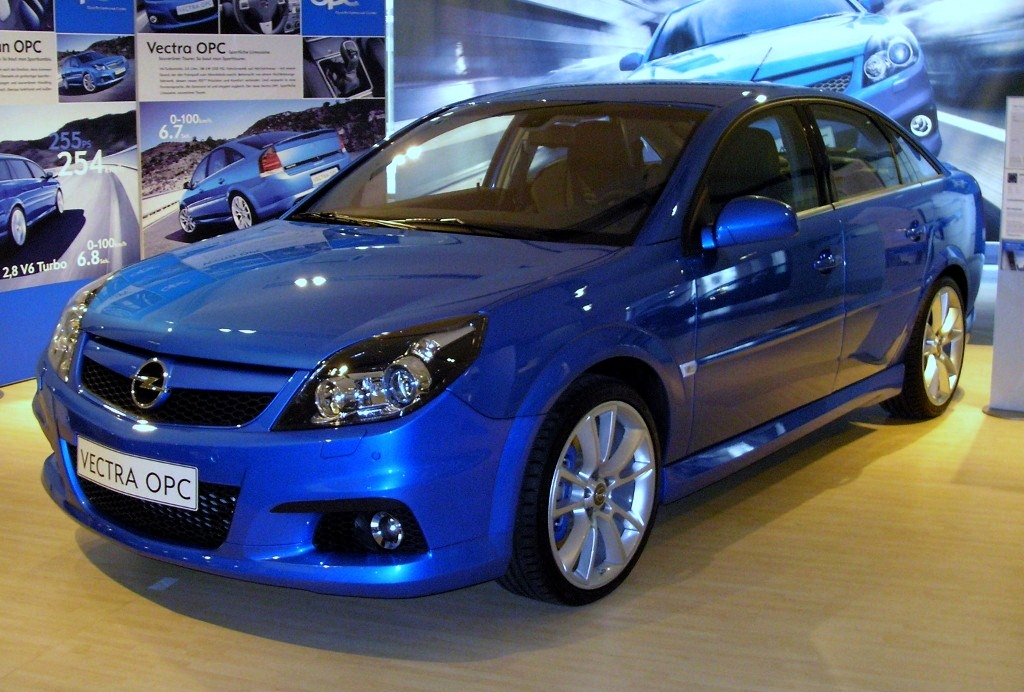
In Europa, uno degli esempi più noti di applicazione di un motore HFV6 è dato dalla Opel Vectra C 2.8 24v OPC, non importata in Italia

Oltre alla Cadillac e alla Holden, che ne sono i marchi ideatori, i motori HFV6 sono stati utilizzati anche da altri marchi appartenenti al Gruppo GM. Si sono avuti così anche motori HFV6 sotto il cofano di modelli Opel, Suzuki, Saab, Chevrolet, Saturn, GMC, Pontiac e Buick. Non solo, ma in virtù della joint venture tra Gruppo GM e Gruppo Fiat, avutasi nella prima metà degli anni 2000, i motori HFV6 sono stati montati anche su modelli Alfa Romeo.
Per agevolare la distribuzione a livello mondiale di tali motori, la produzione non avviene in un'unica sede, ma in più località ai quattro angoli del pianeta, e in particolare: Melbourne (Australia), St. Catharines (Canada), Flint (Michigan, USA) e Sagara (Giappone).
In Australia, presso la Holden, i motori HFV6 sono noti come motori Alloytec.
Di seguito vengono illustrate le varie versioni (e relative varianti) dei motori HFV6.

### Versione da 3.6 litri
I primi motori HFV6 a entrare in produzione sono stati quelli da 3.6 litri. Quella da 3.6 litri è stata l'unica versione dei motori HFV6 a non essere stata utilizzata da marchi europei. È però giunto ugualmente in Europa attraverso l'importazione di alcuni modelli della Cadillac.
I motori HFV6 da 3.6 litri sono caratterizzati da misure di alesaggio e corsa pari a 94x85,6 mm, per una cilindrata totale di 3564 cm³.
I motori HFV6 da 3.6 litri sono stati prodotti in tre varianti, caratterizzate come segue.

#### LY7

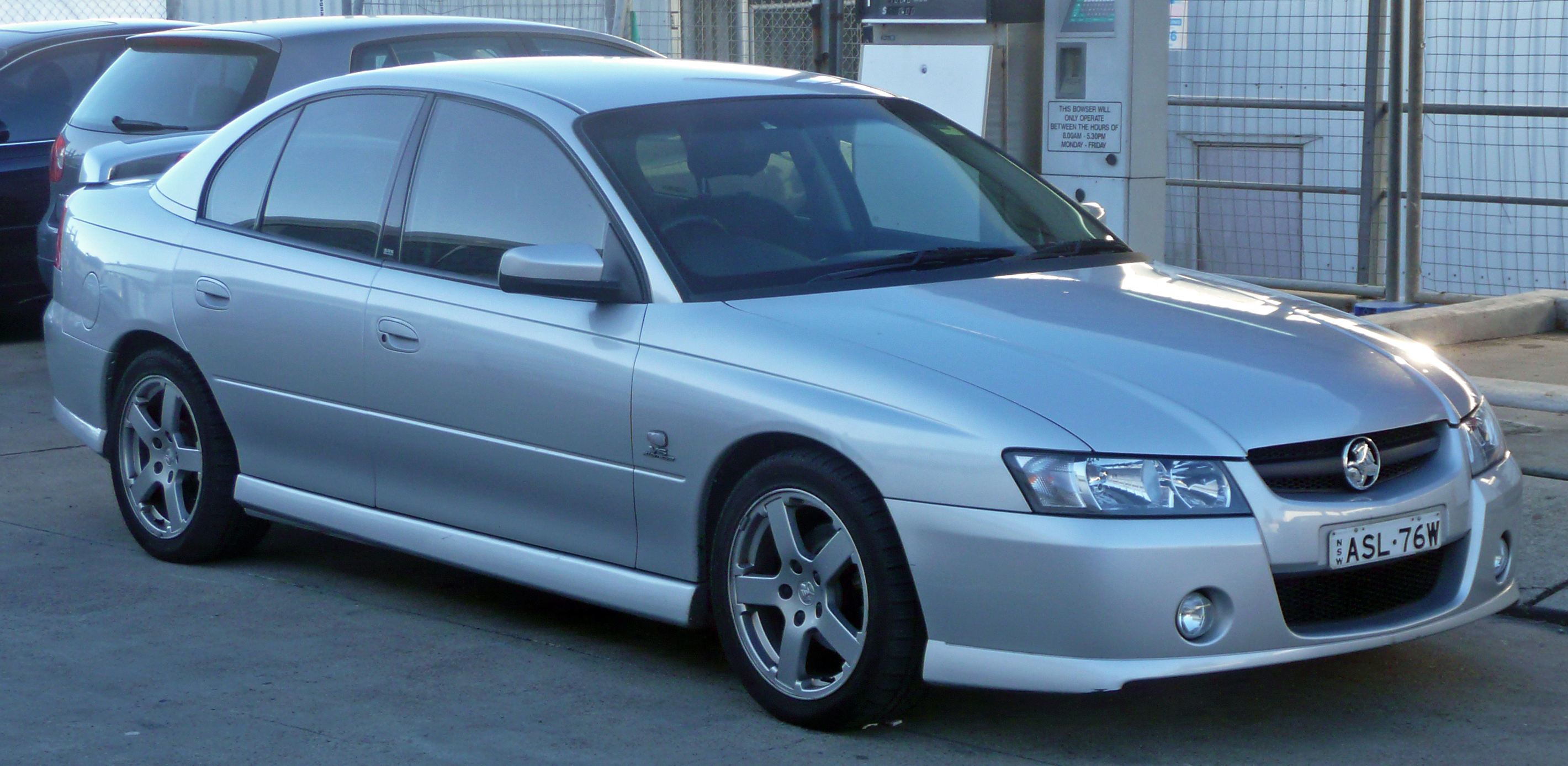
Le applicazioni del motore LY7 vanno dall'australiana Holden VZ Commodore SV6...

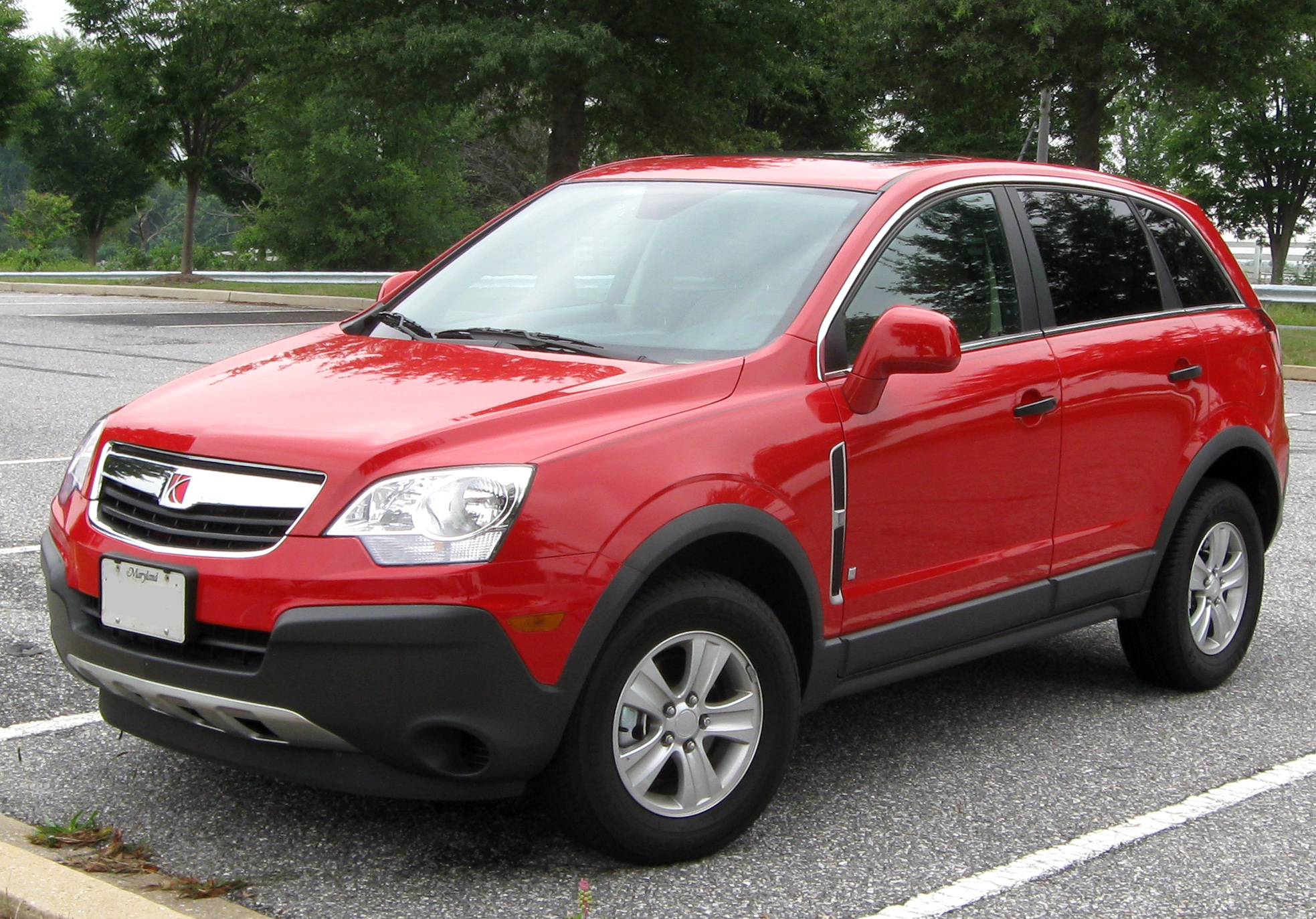
... alla Saturn Vue, clone della Opel Antara europea.

Già accennato in precedenza, questo motore è stato il primo membro della famiglia HFV6 a entrare in produzione. La maggior parte dei motori HFV6 monta la distribuzione a fasatura variabile sia su aspirazione che su scarico e il motore LY7 non fa eccezione. Viene prodotto sia in Nordamerica che in Australia ed è caratterizzato da un rapporto di compressione pari a 10,2:1. Il motore LY7 è stato prodotto in più livelli di potenza e coppia, a seconda delle applicazioni. 

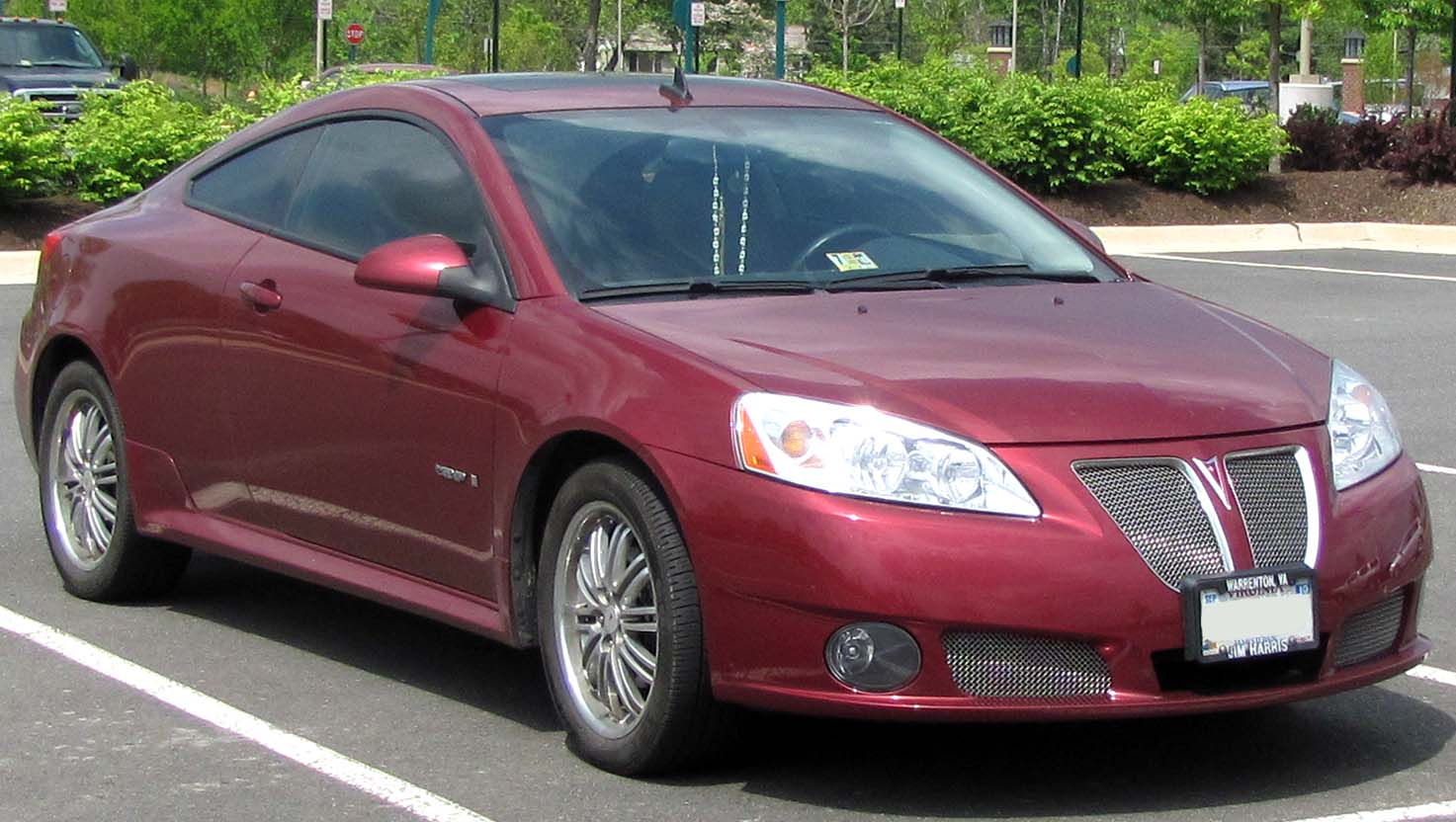
... alla sportiva compatta Pontiac G6 GXP...

Le caratteristiche delle diverse sottovarianti dei motori LY7 sono descritte nella seguente tabella:
| Variante | Potenza CV/rpm | Coppia Nm/rpm | Applicazioni                     | Anni di produzione | Note                             |
| -------- | -------------- | ------------- | -------------------------------- | ------------------ | -------------------------------- |
| 1.       | 214/6500       | 313/2600      | Holden Rodeo/Colorado            | 2006-11            | Pick-up Isuzu con marchio Holden |
| 2.       | 234/6000       | 320/2800      | Holden VZ Commodore              | 2006-07            | Solo per l'Oceania               |
| 3.       | 238/6000       | 320/2800      | Holden VZ Commodore              | 2004-05            | Solo per l'Oceania               |
| 3.       | 238/6000       | 320/2800      | Holden VE Commodore 3.6 V6 Omega | 2008-09            | Solo per l'Oceania               |
| 4.       | 243/6000       | 305/2000      | Buick LaCrosse CXS 3.6 V6        | 2005-08            | solo per il Nordamerica          |
| 4.       | 243/6000       | 305/2000      | Holden VE Commodore Omega        | 2006-07            | solo per l'Oceania               |
| 5.       | 245/6000       | 315/3500      | Buick Rendezvous 3.6 V6          | 2004-07            | solo per il Nordamerica          |
| 6.       | 255/6200       | 340/3200      | Chevrolet Malibu 3.6 V6 24v      | 2008-12            | solo per il Nordamerica          |
| 6.       | 255/6200       | 340/3200      | Saturn Aura XR                   | 2007-09            | solo per il Nordamerica          |
| 6.       | 255/6200       | 340/3200      | Pontiac G6 3.6 V6 GTP            | 2007-08            | solo per il Nordamerica          |
| 6.       | 255/6200       | 340/3200      | Pontiac G6 3.6 V6 GXP            | 2008-09            | solo per il Nordamerica          |
| 7.       | 258/6200       | 342/3200      | Cadillac STS 3.6 V6              | 2005-07            | Solo per il Nordamerica          |
| 7.       | 258/6200       | 342/3200      | Cadillac CTS 3.6 V6              | 2004-07            | Solo per il Nordamerica          |
| 7.       | 258/6200       | 342/3200      | Holden VZ Commodore SV6          | 2004-05            | Solo per l'Oceania               |
| 7.       | 258/6200       | 335/3200      | Holden VZ Commodore SV6          | 2006-07            | Solo per l'Oceania               |
| 8.       | 260/6300       | 336/2100      | Pontiac G8 3.6 V6                | 2008-09            | Solo per il Nordamerica          |
| 9.       | 261/6500       | 336/2100      | Saturn Vue XR/Red Line           | 2008-09            | Solo per il Nordamerica          |
| 10.      | 265/6500       | 340/2600      | Holden VE Commodore 3.6 SV6      | 2006-09            | Solo per l'Oceania               |
| 10.      | 265/6500       | 340/2600      | Holden WM Statesman              | 2006-09            | Solo per l'Oceania               |
| 11.      | 267/6400       | 343/3100      | Cadillac CTS 3.6 V6              | 2008-09            |                                  |
| 11.      | 267/6400       | 339/2300      | Pontiac Torrent GXP              | 2008-09            | Solo per il Nordamerica          |
| 12.      | 274/6600       | 336/3200      | Saturn Outlook XE                | 2007-09            | Solo per il Nordamerica          |
| 13.      | 279/6600       | 340/3200      | Saturn Outlook XR                | 2007-09            | Solo per il Nordamerica          |
| 13.      | 279/6600       | 340/3200      | GMC Acadia                       | 2007-08            | Solo per il Nordamerica          |
| 13.      | 279/6600       | 340/3200      | Buick Enclave                    | 2008               | Solo per il Nordamerica          |

#### LLT

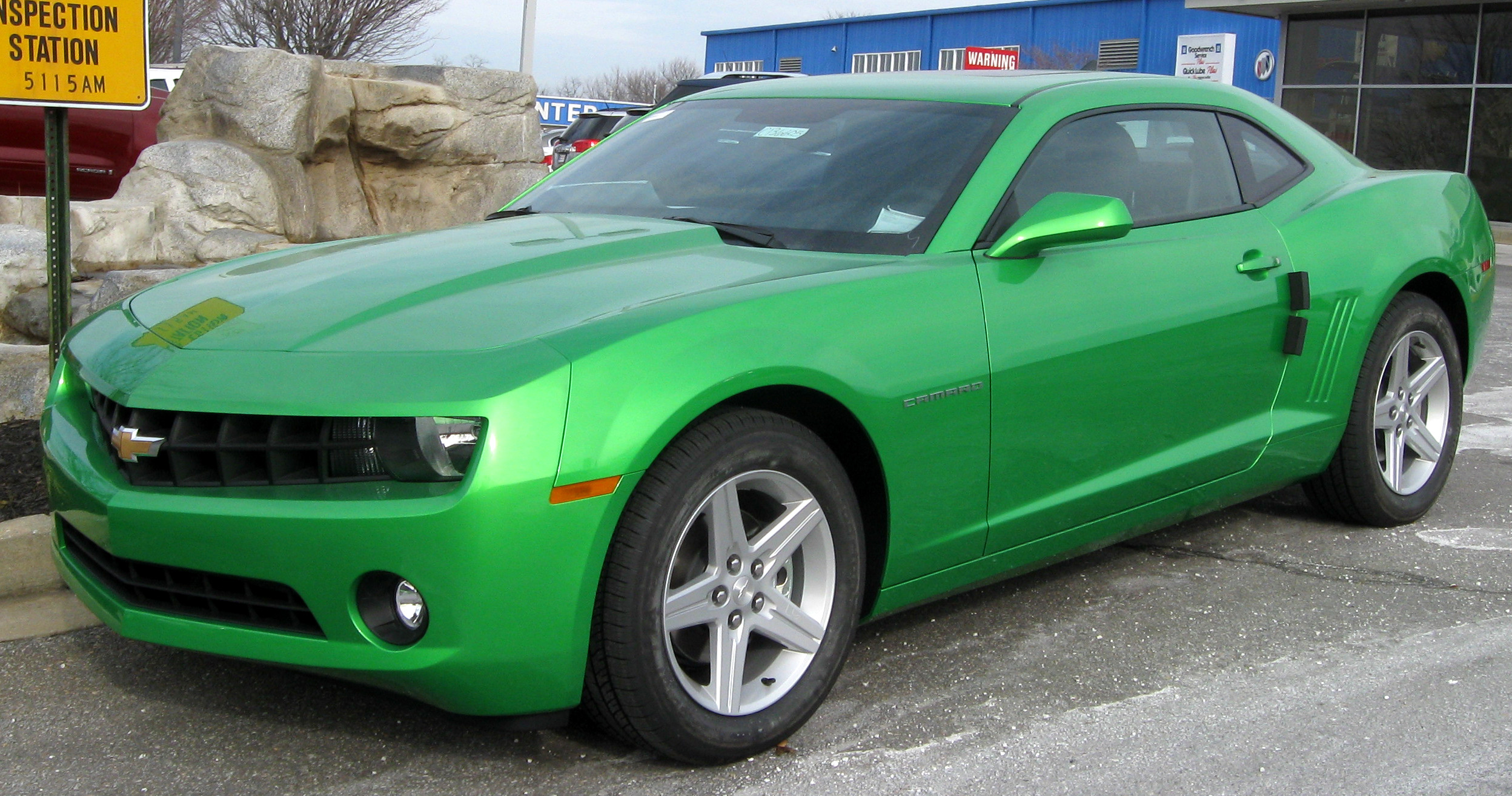
Il motore LLT è stato montato su vari modelli del Gruppo GM, dalla Camaro...

Introdotto nel 2008, il motore LLT è in pratica una variante a iniezione diretta del motore LY7, rispetto alla quale vanta prestazioni maggiori unite a un consumo ridotto. Anche le emissioni inquinanti hanno subito una significativa flessione.

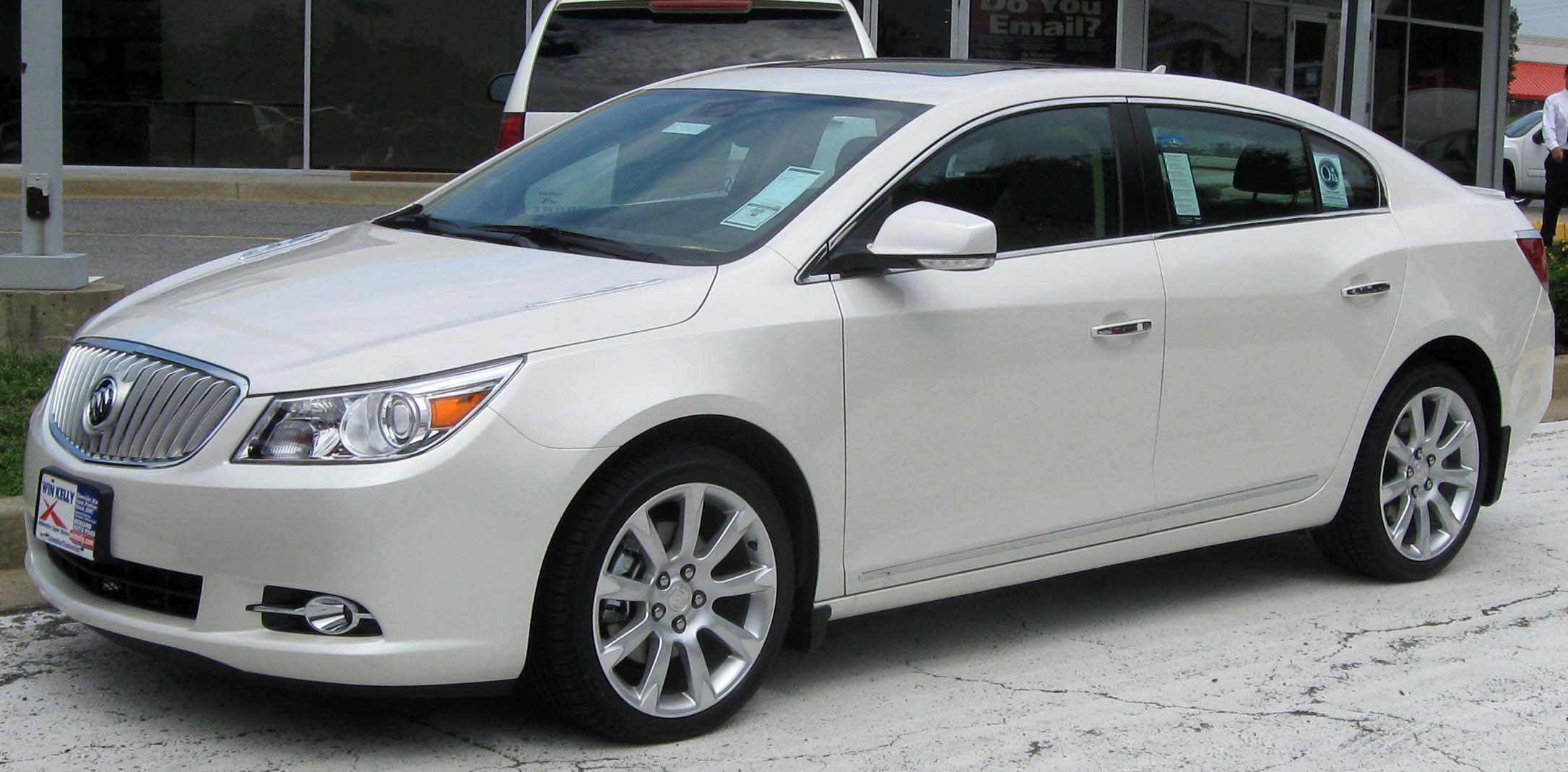
... alla Buick LaCrosse

In questo motore il rapporto di compressione è anche più elevato che non nell'unità LY7, essendo pari a 11,4:1.
Il motore LLT è stato proposto in tre varianti di potenza, le cui caratteristiche e applicazioni sono illustrate di seguito.
| Variante | Potenza CV/rpm | Coppia Nm/rpm | Applicazioni                                       | Anni di produzione | Note                           |
| -------- | -------------- | ------------- | -------------------------------------------------- | ------------------ | ------------------------------ |
| 1.       | 284/6300       | 351/4800      | Buick LaCrosse CXS                                 | 2010-11            |                                |
| 2.       | 285/6300       | 361/3400      | Chevrolet Traverse 285CV                           | dal 2009           | Versioni a scarico singolo     |
| 2.       | 285/6300       | 361/3400      | Saturn Outlook (281cv)                             | 2009               | Versioni a scarico singolo     |
| 2.       | 285/6400       | 350/2900      | Holden VE Commodore SV6                            | 2009-11            |                                |
| 2.       | 285/6400       | 350/2900      | Holden WM Statesman/Caprice                        | 2009-11            |                                |
| 3.       | 292/6300       | 366/3400      | Buick Enclave                                      | dal 2009           |                                |
| 3.       | 292/6300       | 366/3400      | GMC Acadia                                         | dal 2009           |                                |
| 3.       | 292/6300       | 366/3400      | Chevrolet Traverse (292CV)                         | dal 2009           | Versioni a doppio scarico      |
| 3.       | 292/6300       | 366/3400      | Saturn Outlook                                     | 2009-10            | Versioni a doppio scarico      |
| 4.       | 306/6300       | 369/5200      | Cadillac STS 3.6 V6                                | 2008-11            |                                |
| 5.       | 308/6400       | 370/5200      | Cadillac CTS Mk2 3.6 V6                            | 2008-11            | mercato nordamericano          |
| 5.       | 308/6400       | 370/5200      | Chevrolet Camaro V6                                | 2010-11            | Versione con cambio automatico |
| 6.       | 311/6400       | 374/5200      | Cadillac CTS Mk2 3.6 V6                            | 2008-12            | mercato europeo                |
| 6.       | 311/6400       | 374/5200      | Cadillac CTS Sport Wagon 3.6 V6 e CTS Coupé 3.6 V6 | 2010-12            |                                |
| 6.       | 311/6400       | 374/5200      | Chevrolet Camaro V6                                | 2010-11            | Versione con cambio manuale    |

#### LCS
Questa sigla indica un motore simile all'unità LLT, ma progettata e realizzata in modo da funzionare in accoppiamento con un motore elettrico. È quindi una variante specifica per veicoli ibridi. Il motore LCS è caratterizzato da un rapporto di compressione pari a 11,3:1, ed eroga una potenza massima di 262 CV a 6100 giri/min, con una coppia massima di 339 Nm a 4800 giri/min. Questo motore è destinato a essere montato sulla versione ibrida della Saturn Vue, un modello non più in produzione dopo l'estinzione del marchio Saturn.

#### LFX

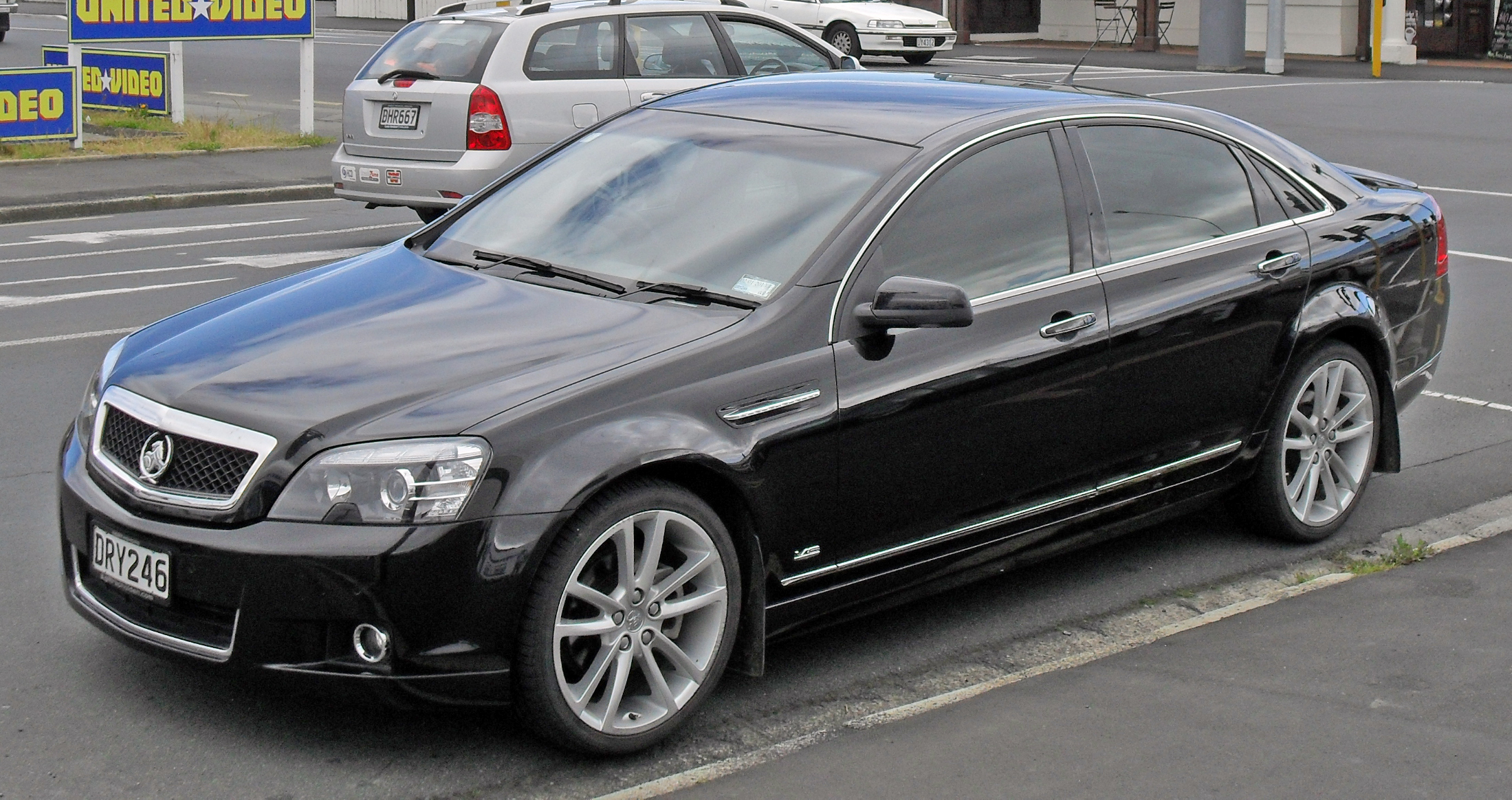
Le applicazioni del nuovo motore LFX comprendono la Holden WM Caprice...

Introdotta nel 2012, il 3.6 noto con la sigla LFX è un'evoluzione del già descritto motore LLT: in questo motore sono state riprogettate le testate, che ora integrano anche i collettori di scarico, mentre quelli di aspirazione sono realizzati in materiale composito, una tecnica oramai largamente diffusa in tutti i motori moderni. Tali rivisitazioni hanno permesso di eliminare alcuni kg di troppo dal propulsore (9,3 kg, per l'esattezza). 

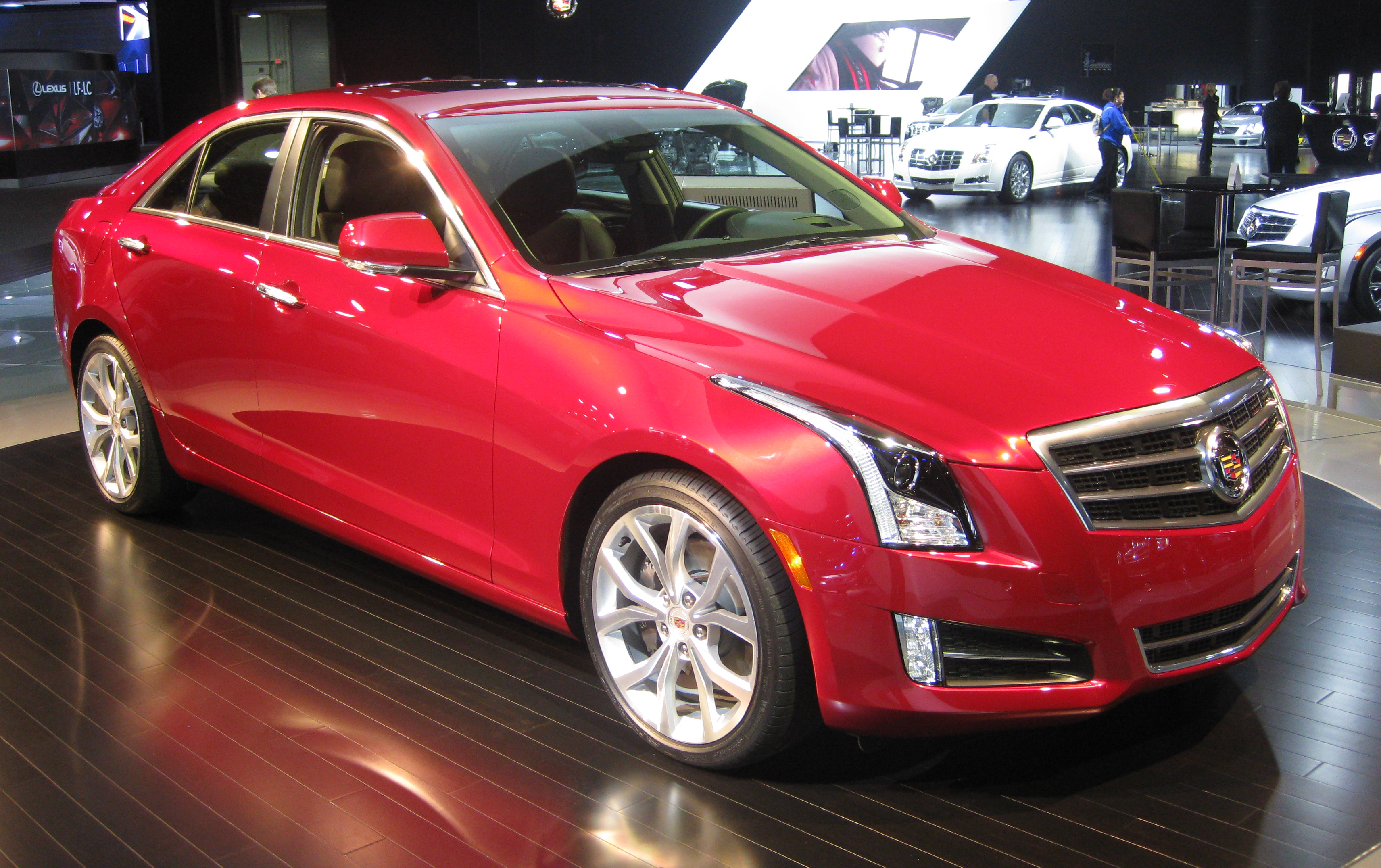
...e la nuova Cadillac ATS.

Inoltre, altre novità riguardano le migliorie apportate agli iniettori, alle valvole di aspirazione e alla pompa della benzina. In tal modo si è riusciti anche a migliorare leggermente le doti di erogazione del motore, che ora spunta range di potenza compresi tra i 285 e i 327 CV a seconda delle applicazioni, mentre i valori di coppia massima rimangono compresi tra i 350 e i 377 Nm come nel caso del motore LLT. Di seguito vengono riportate le caratteristiche e le applicazioni delle diverse varianti del motore LFX:
| Variante | Potenza CV/rpm | Coppia Nm/rpm | Applicazioni            | Anni di produzione | Note                    |
| -------- | -------------- | ------------- | ----------------------- | ------------------ | ----------------------- |
| 1.       | 285/6700       | 350/2800      | Holden Caprice WMII     | dal 2012           | solo per l'Oceania      |
| 1.       | 285/6700       | 350/2800      | Holden Commodore VEII   | dal 2012           | solo per l'Oceania      |
| 2.       | 304/6500       | 355/5300      | Chevrolet Impala        | dal 2012           |                         |
| 3.       | 305/6500       | 369/4800      | Chevrolet Caprice PPV   | dal 2012           | Solo per il Nordamerica |
| 3.       | 305/6500       | 369/4800      | Chevrolet Equinox       | dal 2013           | Solo per il Nordamerica |
| 3.       | 305/6500       | 369/4800      | GMC Terrain             | dal 2013           | Solo per il Nordamerica |
| 4.       | 307/6500       | 355/5200      | Buick LaCrosse          | dal 2012           | Solo per il Nordamerica |
| 5.       | 308/6800       | 358/5200      | Cadillac XTS            | dal 2012           | Solo per il Nordamerica |
| 6.       | 312/6800       | 359/2400      | Cadillac SRX 3.6 AWD    | dal 2012           | Anche per l'Europa      |
| 7.       | 322/6800       | 373/4900      | Cadillac CTS 3.6 V6     | dal 2012           | Anche per l'Europa      |
| 8.       | 325/6800       | 371/4800      | Cadillac ATS 3.6 V6     | dal 2012           | Solo per il Nordamerica |
| 9.       | 327/6800       | 377/4800      | Chevrolet Camaro 3.6 V6 | dal 2012           | Solo per il Nordamerica |

#### Altre applicazioni
Una particolare versione del 3.6 HFV6 viene prodotto a Sagara, in Giappone, dalla Suzuki, la quale lo monta sul suo SUV di fascia media, il Suzuki XL-7 seconda serie (non previsto per l'Italia e prodotto a partire dal 2007). Tale motore eroga una potenza massima di 252 CV a 6500 giri/min e una coppia massima di 329 Nm a 2300 giri/min.

### Versione da 3.2 litri
Il motore HFV6 da 3.2 litri è stato realizzato dalla Holden sulla base dell'originaria versione da 3.6 litri, della quale è stato ridotto il diametro dei cilindri, sceso da 94 a 89 mm. Invariata, invece, la corsa, rimasta a 85,6 mm. La cilindrata totale è quindi di 3195 cc. Questo motore ha trovato impiego non solo su alcuni modelli del gruppo GM, ma anche, come già sottolineato in precedenza, su alcuni modelli Alfa Romeo di punta. Ciò è stato reso possibile da una collaborazione tra Gruppo GM e Gruppo Fiat, che si è avuta nei primissimi anni del XXI secolo e che ha fruttato, tra l'altro, anche la possibilità per il Gruppo italiano di usufruire di tale motore. L'aspetto strano di ciò è che il Gruppo Fiat ha usufruito per primo di tale motore, mentre solo due anni dopo è comparso anche sotto il cofano di modelli del Gruppo GM, per giunta solamente due.
In pratica vi sono due versioni principali del 3.2 HFV6: le caratteristiche di entrambe sono illustrate di seguito.

#### Alloytec 3.2

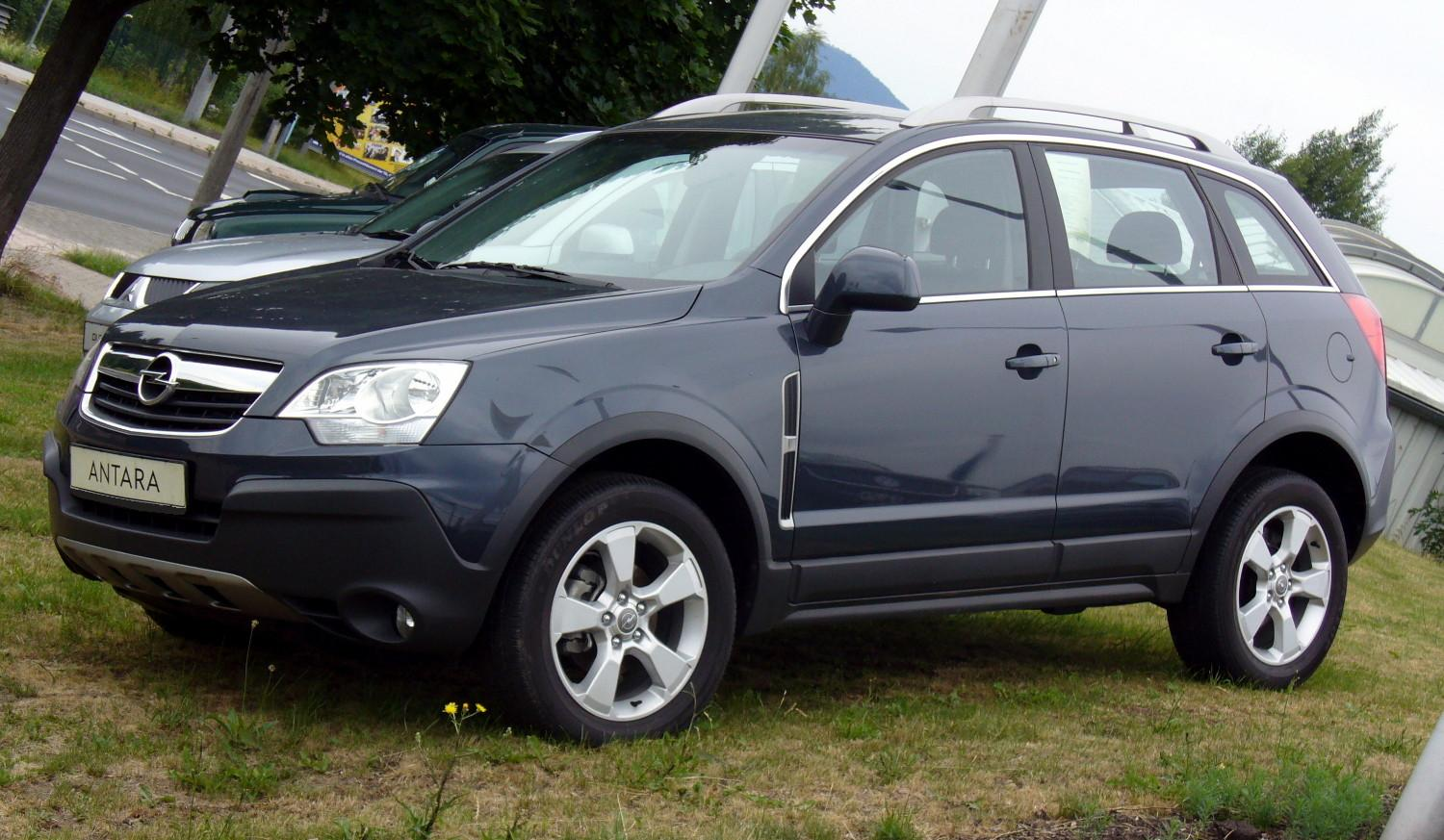
Il 3.2 Alloytec è stato montato anche sulla Opel Antara

Il nome Alloytec indica la gamma di motori HFV6 utilizzati dall'australiana Holden prevalentemente per i suoi veicoli. Tra questi motori troviamo il 3.2 HFV6, derivato direttamente da una dealesatura del 3.6 HFV6. Caratterizzato da un rapporto di compressione di 10,3:1, questo motore eroga una potenza massima di 227 CV a 6600 giri/min, con un picco di coppia pari a 297 N·m a 3200 giri/min.
Questo motore è stato però il meno utilizzato dal Gruppo GM, essendo stato montato solamente su due modelli. Tra l'altro, solo uno di essi ha il marchio Holden, mentre l'altro è una Opel. Presso la casa tedesca questo motore è noto con la sigla Z32SE. Le due applicazioni del 3.2 Alloytec sono:
- Opel Antara 3.2 V6 Cosmo (2006-10);
- Holden Captiva 3.2 V6 (2007-10).

#### JTS V6

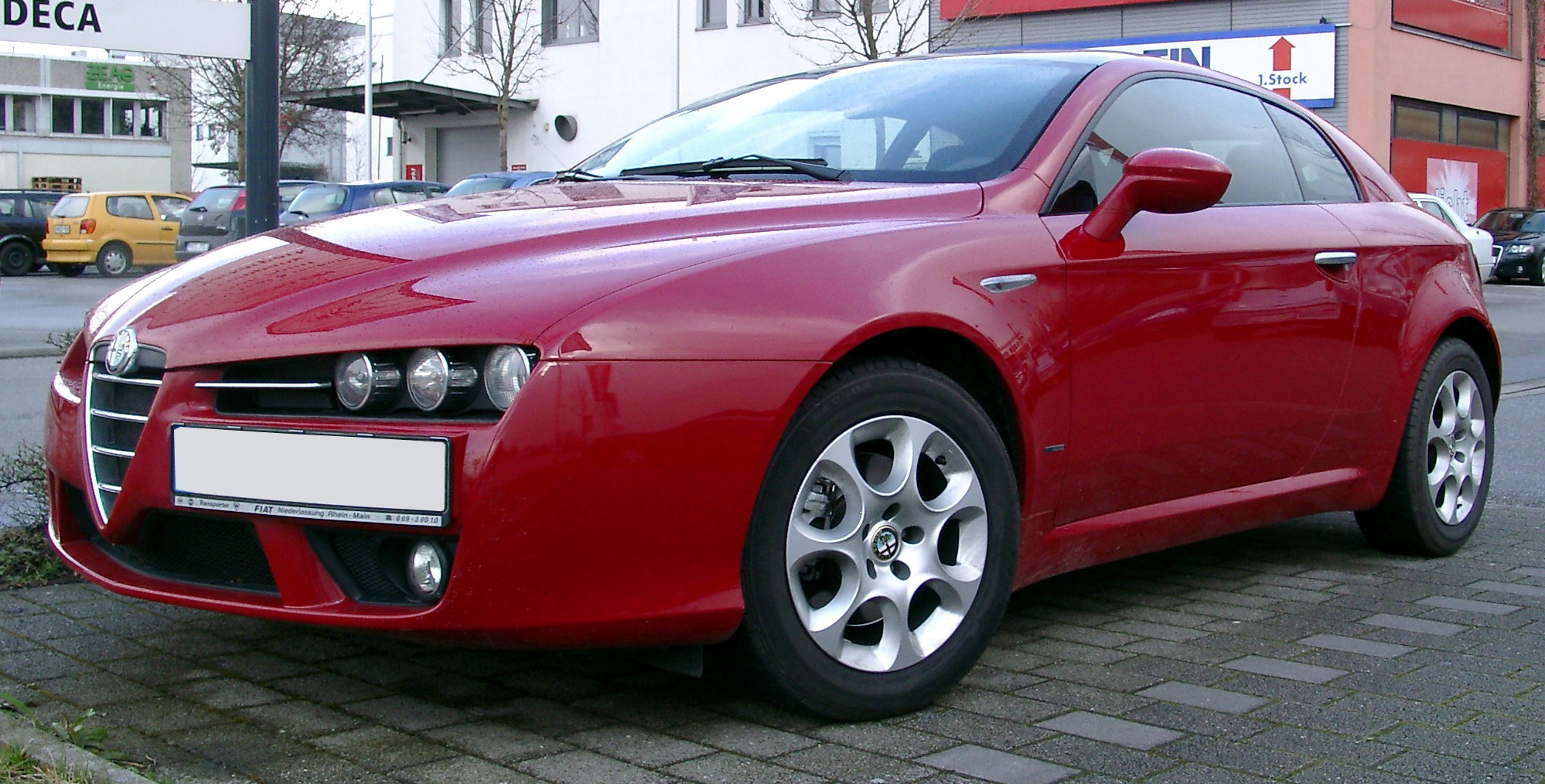
Alcune Alfa Romeo, tra cui la Brera, montano un 3.2 strettamente imparentato con il 3.2 Alloytec

Prima ancora che la Holden e la Opel introducessero il 3.2 Alloytec sui loro due SUV, il Gruppo Fiat ha acquisito i diritti di utilizzo di questo motore. Il V6 Alloytec è così giunto anche nel nostro Paese dove avrebbe trovato posto sui modelli di punta dell'Alfa Romeo. I tecnici della Casa milanese, però, non hanno inserito il 3.2 Holden così com'era, ma hanno apportato alcune modifiche di rilievo. Prima di tutto la distribuzione monta un doppio variatore di fase continuo sia su aspirazione sia su scarico. In secondo luogo, è stato adottato un nuovo tipo di alimentazione brevettato dalla Casa e noto come Jet Thrust Stoichiometric (JTS, da cui il nome con cui questo motore è noto nel Gruppo Fiat), una tecnologia di iniezione diretta di benzina ad alta pressione che permette una maggior efficienza del motore stesso. Inoltre, sono state rilavorate le testate e i condotti di aspirazione, così da permettere un'opportuna turbolenza dell'aria immessa nei cilindri, nonché un innalzamento del rapporto di compressione da 10,3 a 11,25:1.
Anche il sistema di scarico ha subito modifiche, con un collettore di scarico più prestante e un nuovo sistema di catalizzatori appositamente progettati per ridurre le emissioni inquinanti anche a motore freddo.
La potenza massima di questo motore è di 260 CV a 6200 giri/min, con coppia massima di 322 N·m a 4500 giri/min.
Questo motore è stato montato su:
- Alfa Romeo 159 3.2 V6 (dal 2005);
- Alfa Romeo Brera 3.2 V6 (dal 2005);
- Alfa Romeo Spider 3.2 V6 (dal 2006).

### Versione da 3 litri

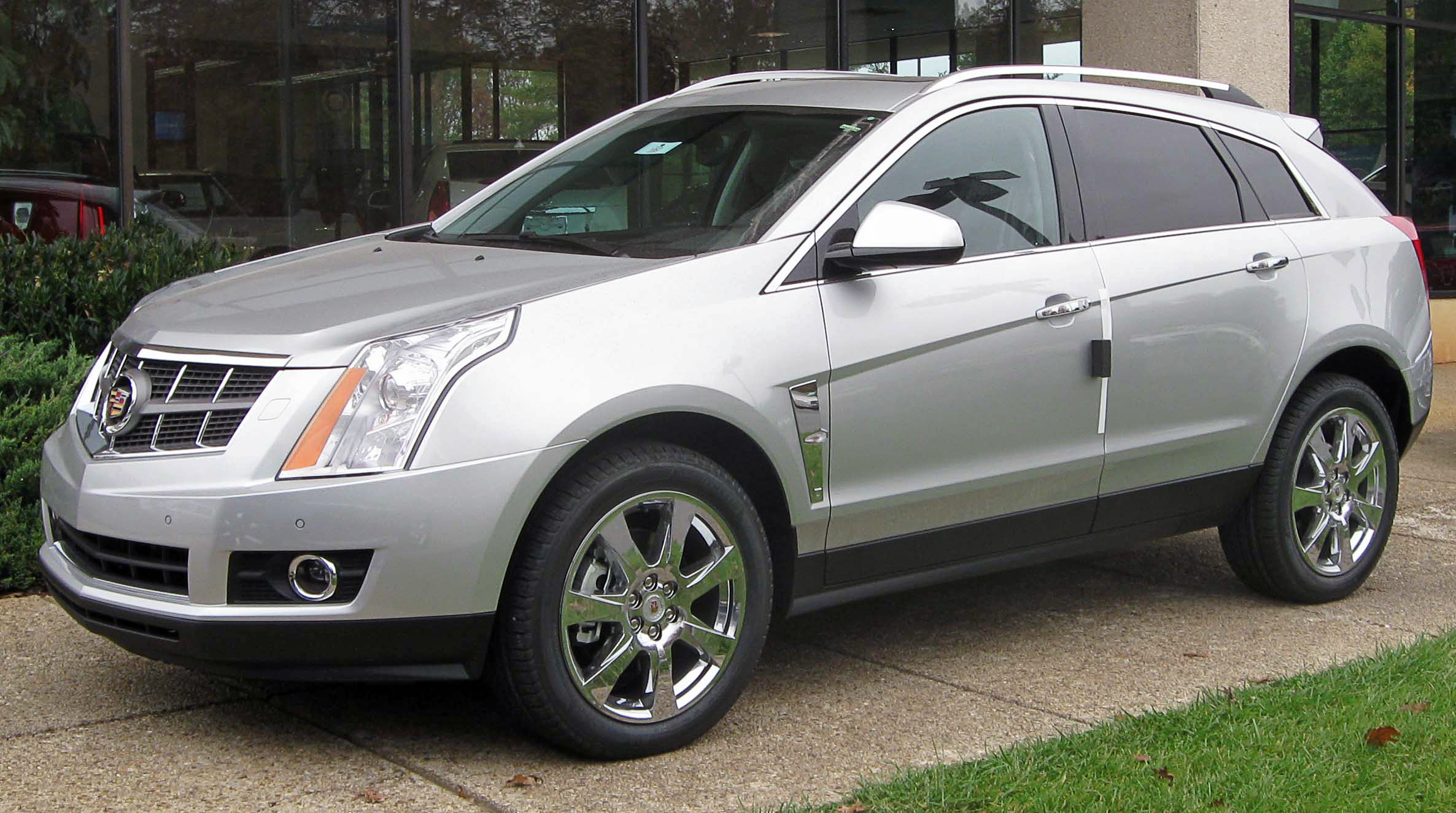
Le applicazioni del motore LF1 3 litri comprendono la Cadillac SRX...

Nel 2010 è stata introdotta una nuova versione di questa famiglia di V6: tale versione è caratterizzata da misure di alesaggio e corsa pari a 89x80,3 mm, per una cilindrata complessiva di 2994 cm³. Si tratta quindi di un motore da 3 litri che introduce alcuni contenuti più moderni rispetto a quelli presenti negli altri V6 HFV, primo fra tutti l'alimentazione a iniezione diretta, oramai molto diffuso per contribuire a limare consumi ed emissioni in un periodo in cui tutte le Case automobilistiche puntano in tale direzione.

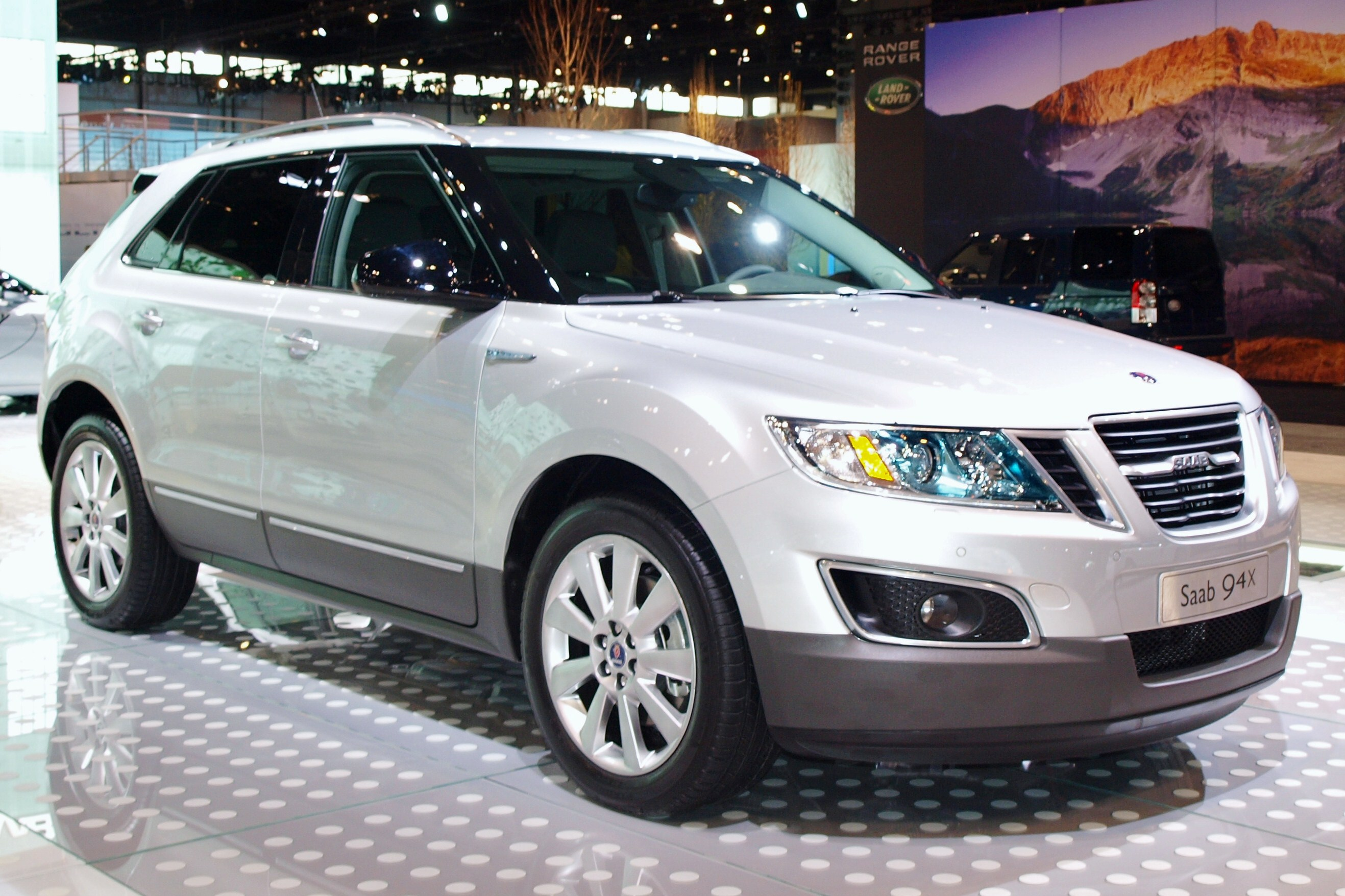
... e la Saab 9-4X.

Sono esistite due varianti del motore V6 da 3 litri: quello siglato LF1 è quello di base, con un rapporto di compressione pari a 11,7:1 e con potenze comprese fra i 259 e i 274 CV e valori di coppia massima compresi tra 290 e 302 Nm; la seconda, siglata LFW, è invece un motore LF1 riadattato per funzionare con combustibile E85, ed è caratterizzato da una potenza massima di 268 CV, con un picco di coppia di 301 Nm.
| Variante | Potenza CV/rpm | Coppia Nm/rpm | Applicazioni                 | Anni di produzione | Note                                 |
| -------- | -------------- | ------------- | ---------------------------- | ------------------ | ------------------------------------ |
| LF1      | 259/6900       | 294/5100      | Buick LaCrosse Mk2 3.0 V6    | dal 2010           |                                      |
| LF1      | 259/6900       | 294/5100      | Holden VE Commodore 3.0 V6   | dal 2010           | Solo per l'Oceania                   |
| LF1      | 259/6900       | 294/5100      | Holden Captiva 7 LX          | dal 2010           | Solo per l'Oceania                   |
| LF1      | 264/6900       | 290/5600      | Chevrolet Malibu 3.0 V6      | dal 2012           | Solo per i mercati del Medio Oriente |
| LF1      | 268/6950       | 301/5100      | Chevrolet Equinox Mk2 3.0 V6 | dal 2010           | Solo per il Nordamerica              |
| LF1      | 268/6950       | 301/5100      | Cadillac SRX Mk2 3.0 V6      | dal 2010           |                                      |
| LF1      | 268/6950       | 301/5100      | GMC Terrain 3.0 V6           | dal 2010           | Solo per il Nordamerica              |
| LF1      | 269/6950       | 302/5100      | Saab 9-4X 3.0 V6 XWD         | dal 2011           |                                      |
| LF1      | 274/7000       | 302/5700      | Cadillac CTS Mk2 3.0 V6      | dal 2010           | Anche per l'Europa                   |
| LFW      | 268/6950       | 301/5100      | Chevrolet Equinox Mk2        | dal 2011           |                                      |
| LFW      | 268/6950       | 301/5100      | GMC Terrain                  | dal 2011           |                                      |
| LFW      | 268/6950       | 301/5100      | Chevrolet Captiva            | dal 2012           |                                      |
| LFW      | 274/7000       | 302/5700      | Cadillac CTS                 | dal 2012           |                                      |

### Versione da 2.8 litri

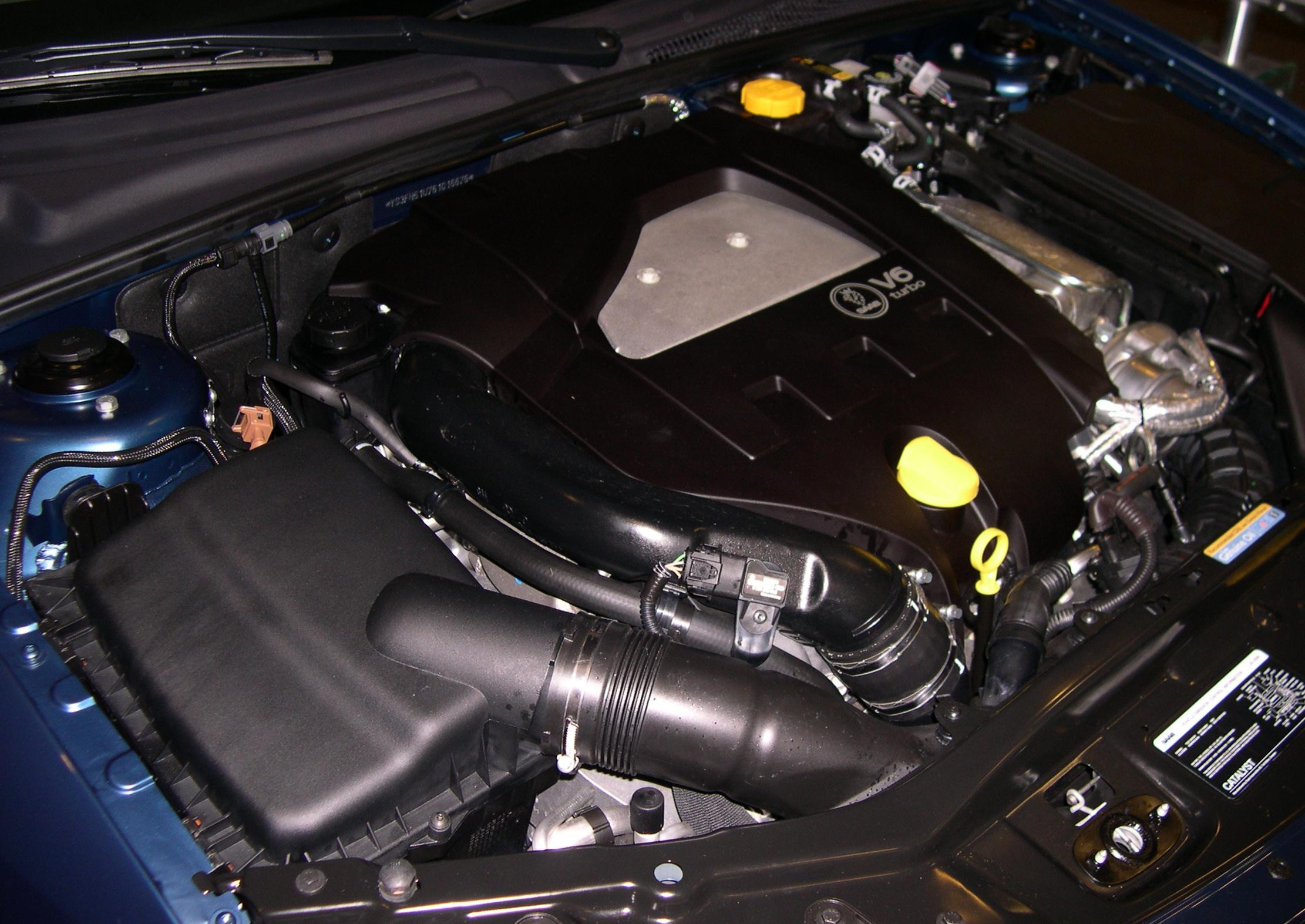
Vista di un 2.8 HFV6 Turbo in una Saab 9-3

La versione HFV6 da 2.8 litri è stata introdotta nel 2005 e consiste in una versione a corsa corta del 3.2 HFV6, il quale, come abbiamo già visto, non era stato ancora utilizzato direttamente dai marchi del gruppo GM. In questo caso, la corsa è stata ridotta da 85,6 a 74,8 mm. Con una cilindrata di 2792 cc, questo motore si pone alla base della gamma dei motori HFV6.

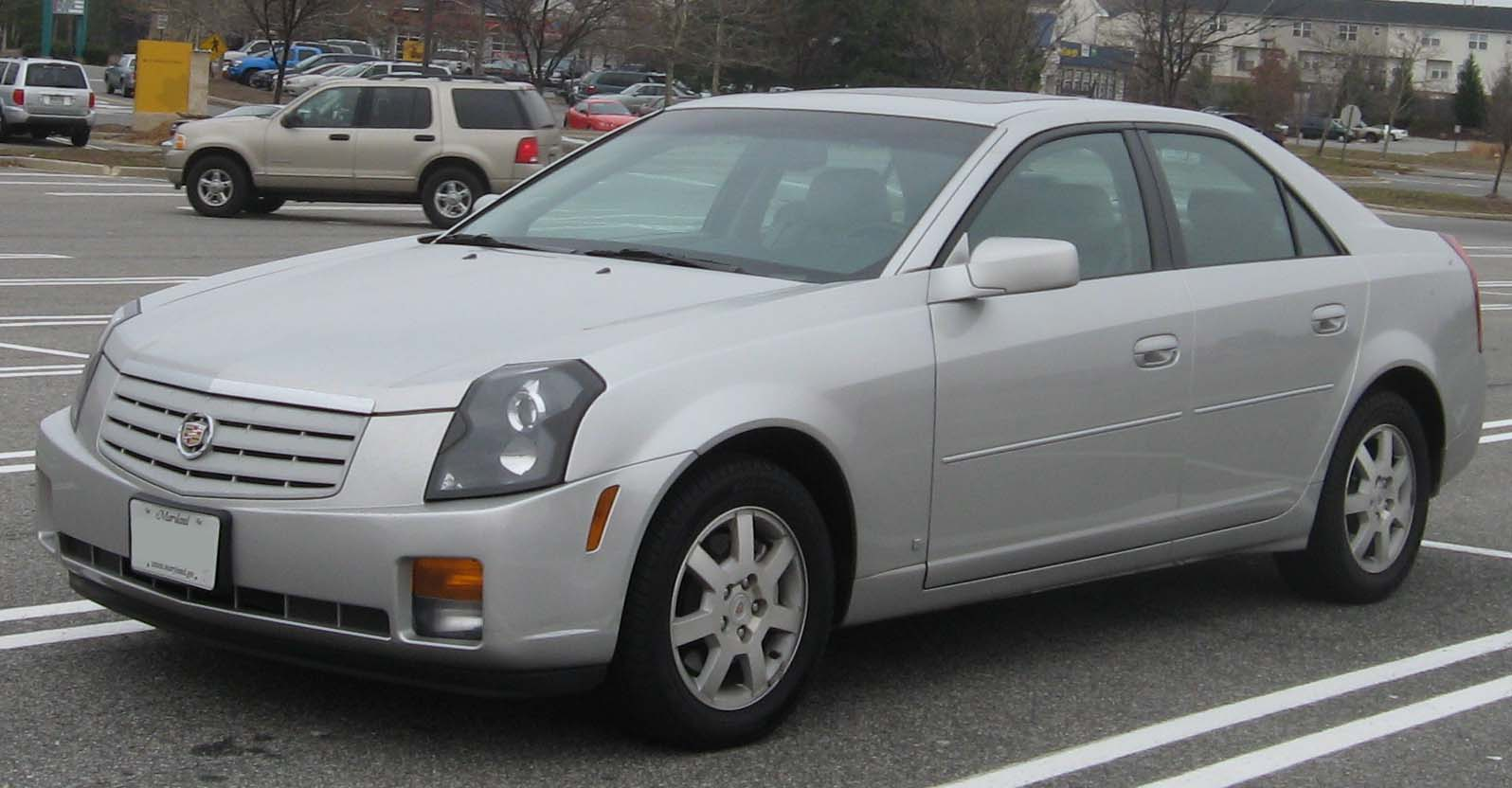
Il motore 2.8 HFV6 ha conosciuto diverse applicazioni, dalla più tranquilla CTS...

Questa versione è andata a equipaggiare modelli di fascia alta e medio-alta, ed è stato prodotto prevalentemente in configurazione sovralimentata, anche se non è mancata una variante aspirata, nota con la sigla LP1. Ma la versione dotata di sovralimentazione è quella più popolare. In tal senso, il 2.8 HFV6 è l'unico motore della famiglia a essere prodotto anche in configurazione sovralimentata. Di seguito viene proposta una brevissima panoramica delle varianti del motore 2.8 HFV6:

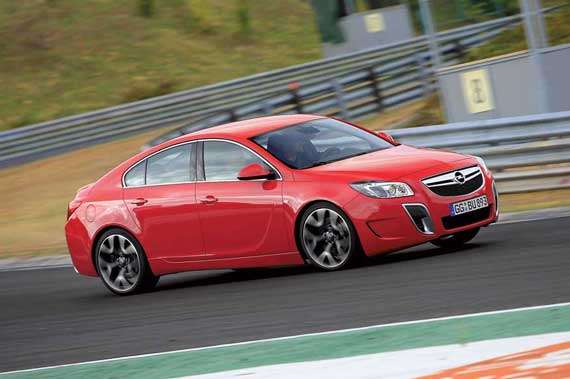
... alla più prestante Opel Insignia OPC

- LP1: unico motore 2.8 in configurazione aspirata, e anche il meno potente del lotto;
- LP9: unità sovralimentata che utilizza un turbocompressore twin scroll con intercooler. Il motore LP9 viene montato su alcuni modelli di fascia medio-alta del Gruppo GM, specialmente europei. L'unità LP9 è basata sull'unità LP1 aspirata ed è stata prodotta in più varianti di potenza, quasi tutte note con le sigle utilizzate dalla Opel per i suoi modelli. Tra le peculiarità dei 2.8 HFV6 sovralimentati vi è l'impiego di valvole di scarico al sodio, mentre la centralina adottata è una Bosch. A seconda delle sottovarianti e delle applicazioni, questo motore copre un range di potenza che va dai 230 ai 325 CV;
- LAU: questo motore 2.8 sovralimentato è stato montato su modelli Saab e Cadillac, ed erogava una potenza massima di 300 CV.

| Variante     | Rapporto di compressione | Potenza CV/rpm | Coppia Nm/rpm | Applicazioni                       | Anni di produzione |
| ------------ | ------------------------ | -------------- | ------------- | ---------------------------------- | ------------------ |
| LP1          | 10                       | 210/6500       | 263/3300      | Cadillac CTS Mk1 2.8 V6            | 2005-07            |
| LP9 (Z28NEL) | 9,5                      | 230/5500       | 330/1800-4500 | Opel Vectra C 2.8 V6 Turbo         | 2005-06            |
| LP9 (Z28NEL) | 9,5                      | 230/5500       | 330/1800-4500 | Opel Signum 2.8 V6 Turbo           | 2005-06            |
| LP9 (Z28NEL) | 9,5                      | 230/5500       | 330/1800-4500 | Saab 9-3 Mk2 2.8 T                 | 2005-06            |
| LP9 (Z28NET) | 9,5                      | 250/5500       | 350/1800-4500 | Opel Vectra C 2.8 V6 Turbo         | 2006-08            |
| LP9 (Z28NET) | 9,5                      | 250/5500       | 350/1800-4500 | Opel Signum 2.8 V6 Turbo           | 2006-08            |
| LP9 (Z28NET) | 9,5                      | 250/5500       | 350/1800-4500 | Saab 9-3 Mk2 2.8 T                 | 2006-08            |
| LP9 (Z28NET) | 9,5                      | 255/5500       | 355/1800-4500 | Opel Vectra C 2.8 V6 Turbo OPC     | 2005-06            |
| LP9 (Z28NET) | 9,5                      | 255/5500       | 350/1800-4500 | Cadillac BLS 2.8 V6 Turbo          | 2006-09            |
| LP9 (Z28NET) | 9,5                      | 255/5500       | 350/1800-4500 | Saab 9-3 Mk2 2.8 T                 | 2008-10            |
| LP9 (Z28NET) | 9,5                      | 260/5500       | 350/1900-4500 | Opel Insignia 2.8 4x4 Turbo        | 2008-17            |
| LP9 (Z28NEH) | 9,5                      | 280/5500       | 355/1800-4500 | Opel Vectra C 2.8 V6 Turbo OPC     | 2006-08            |
| LP9 (Z28NEH) | 9,5                      | 280/5500       | 400/1800-4500 | Saab 9-3 Mk2 2.8 T                 | 2008-10            |
| LP9 (Z28NEH) | 9,5                      | 280/5500       | 400/1800-4500 | Saab 9-3 Mk2 2.8 T XWD             | 2008-10            |
| LAU          | 10,0                     | 300/5500       | 400/2000      | Cadillac SRX 2.8 V6 Turbo          | 2010-11            |
| LAU          | 10,0                     | 300/5500       | 400/2000      | Saab 9-4X 2.8 T XWD                | 2011-12            |
| LAU          | 10,0                     | 300/5500       | 400/2000      | Saab 9-5 Mk2 2.8 T XWD             | 2010-12            |
| LAU          | 10,0                     | 330/5500       | 430/2000      | Saab 9-5 Mk2 2.8 T XWD             | 2011-12            |
| LP9 (A28NER) | 9,5                      | 325/5250       | 435/5250      | Opel Insignia 2.8 V6 Turbo 4x4 OPC | 2009-17            |